# فلات جاواکتی
فلات جاواکتی (به لاتین: Javakheti Plateau) یک منطقهٔ مسکونی در گرجستان است که در سامتسخه-جاواختی واقع شده‌است.